# Unione dei comuni del Lacerno e del Fibreno
L'Unione dei comuni del Lacerno e del Fibreno è un ente locale sovracomunale, con autonomia statutaria, che riunisce cinque comuni contigui di Broccostella, Campoli Appennino, Fontechiari, Pescosolido e Posta Fibreno, ubicati nell'estremità orientale della provincia di Frosinone, al confine con la provincia dell'Aquila.

## Comuni appartenenti all'unione
- Broccostella (2.740 ab.)
- Campoli Appennino (1.653 ab.)
- Fontechiari (1.289 ab.)
- Pescosolido (1.489 ab.)
- Posta Fibreno (1.096 ab.)

I dati sono quelli del 30-11-2019, fonte ISTAT.
È estesa per 115,21 km² su di un territorio con quote che variano da 307 m s.l.m. (Broccostella) fino a 650  s.l.m. (Campoli Appennino).

## Costituzione
L'atto costitutivo dell'Unione dei comuni del Lacerno e del Fibreno è stato firmato il 29 giugno 2005.

## Sede
La sede dell'unione è fissata nel comune di Broccostella, in via Stella snc, presso la ex Casa Cantoniera Anas.

## Organi
Il Consiglio dell'Unione dei comuni è composta dai sindaci (o delegati) dei comuni appartenenti e da due consiglieri, uno di maggioranza, l'altro di minoranza, per ogni comune.
La Giunta dell'Unione è composta da tutti i sindaci dei comuni.
La carica di presidente è ricoperta da ciascun sindaco a turno per un anno, partendo dal sindaco del comune più grande fino a quello più piccolo, mentre la carica di vicepresidente è ricoperta dal sindaco destinato a ricoprire ad essere presidente l'anno successivo.